# Batracomorphus daunus
Batracomorphus daunus är en insektsart som beskrevs av Knight 1983. Batracomorphus daunus ingår i släktet Batracomorphus och familjen dvärgstritar. Inga underarter finns listade i Catalogue of Life.